# Adam Mitter
Adam Thomas Mitter (* 5. Januar 1993 in Shrewsbury) ist ein englischer Fußballspieler.

## Karriere
Adam Thomas Mitter erlernte das Fußballspielen in den englischen Jugendmannschaften vom FC Southport und dem FC Blackpool. Von August 2011 bis Juni 2012 spielte er in der U20-Mannschaft des schottischen Erstligisten Hibernian Edinburgh in Edinburgh. 2012 spielte er bei den unterklassigen englischen Vereinen von Kettering Town und Warrington Town FC. 2013 ging er nach Schweden. Hier schloss er sich dem Fünftligisten Ånge IF an. Der Verein aus Ånge spielte in der Förbundsserie. Ende 2013 kehrte er wieder in seine Heimat zurück. Hier spielte er bis Ende 2014 für die unterklassigen Vereine vom AFC Barrow und dem Charley FC. 2015 zog es ihn auf die Philippinen. Hier verpflichtete ihn Meralco Manila. Der Verein spielte in der ersten Liga, der damaligen United Football League. Am 1. Juli 2016 ging er wieder nach England, wo er zwei Monate für die Stafford Rangers spielte. Fateh Hyderabad, ein Verein aus dem indischen Hyderabad nahm ihn am 1. September 2016 unter Vertrag. Im Juli 2017 wechselte er wieder in die Philippinen, wo er sich dem Erstligisten Ilocos United FC aus Vigan City anschloss. Mit dem Verein spielte er in der ersten Liga, der Philippines Football League. Anfang 2018 zog es ihn nach Singapur. Hier nahm ihn Hougang United unter Vertrag. Hougang spielte in der ersten Liga, der Singapore Premier League. Mitte kehrte er auf die Philippinen zurück. Hier spielte er bis Ende des Jahres für den Erstligisten Global FC. Von Dezember 2018 bis April 2019 war er vertrags- und vereinslos. Im April 2019 unterzeichnete er einen Vertrag beim Valour FC im kanadischen Winnipeg. Der Klub spielte in der ersten Liga, der Canadian Premier League. Die Saison 2020 spielte er beim indonesischen Verein Persiraja Banda Aceh in Banda Aceh. Banda Aceh spielte in der ersten Liga, der Liga 1. Anfang 2021 ging er nach Thailand. Hier nahm ihn der Rayong FC unter Vertrag. Der Verein aus Rayong spielt in der ersten Liga, der Thai League. Am Ende der Saison 2020/21 musste er mit Rayong als Tabellenletzter in die zweite Liga absteigen. Für Rayong stand er zwölfmal in der ersten Liga auf dem Spielfeld. Nach dem Abstieg verließ er Rayong und ging nach Indonesien. Hier schloss er sich dem Erstligisten Persita Tangerang an. Für den Verein aus Tangerang stand er zehnmal in der ersten Liga auf dem Spielfeld. Im Januar 2022 unterschrieb er einen Vertrag beim Ligakonkurrenten PSM Makassar. Für den Verein aus Makassar absolvierte er fünf Ligaspiele. Ende März 2022 wurde sein Vertrag aufgelöst. Im Juli 2022 kehrte er nach Thailand zurück. Hier unterschrieb er im Seebad Pattaya einen Vertrag beim Drittligisten Pattaya Dolphins United. Nach der Hinrunde 2022/23 wechselte er in die zweite Liga, wo er sich dem Aufsteiger Krabi FC anschloss. Nach der Saison wechselte er im Sommer 2023 nach Wales, wo er sich dem Erstligisten Bala Town in Bala anschloss. Bis Jahresende bestritt er vier Ligaspiele. Im Januar 2024 wechselte er zum Ligakonkurrenten Colwyn Bay FC.